# Karel van het Reve
Karel van het Reve (Amsterdam, 19 mei 1921 – aldaar, 4 maart 1999) was een Nederlands letterkundige, slavist, literair vertaler, essayist, schrijver en columnist. Van het Reve schreef ook onder het pseudoniem Henk Broekhuis. Van 1957 tot 1983 was hij hoogleraar Slavische letterkunde aan de Rijksuniversiteit Leiden. Van het Reve publiceerde wetenschappelijk werk en twee romans, maar is vooral bekend als essayist, die wordt gewaardeerd om zijn scherpzinnige redeneertrant en gevoel voor humor. Veel van zijn bundels worden afgesloten met een afdeling 'Fragmenten' die soms van aforistische aard, maar vaker een soort miniatuur-essays zijn.

## Levensloop
Karel van het Reve werd in de Van Hallstraat 25-I te Amsterdam geboren als oudste zoon van Gerardus Johannes Marinus van het Reve (1892-1975), redacteur van de marxistische krant De Tribune, en Janetta ('Net') Jacoba Doornbusch (1892-1959), beiden afkomstig uit een gezin van textielarbeiders. Zijn vader was schrijver en journalist die onder andere publiceerde onder de naam Gerard Vanter en in familiekring 'de oude Vanter' werd genoemd. Ruim twee jaar later werd zijn jongere broer Gerard geboren.
Hij groeide op in de Amsterdamse wijk Betondorp in de Watergraafsmeer, waar het gezin in de Ploegstraat woonde. Hier woonden ongeveer twaalf communisten, want dit was een buurt voor de 'betere arbeiders' Hier bezocht hij de lagere school, de Rozenburgschool. Het gezin ontving vaak bezoek van de historici Jan en Annie Romein, wat leidde tot een vriendschap tussen Van het Reve en hun zoon Jan Erik. De omgang met de schrijver Jef Last en diens vrouw Ida leidt tot een vriendschap met hun dochter Femke.
In 1932 was Van het Reve een 'pionier', zoals de jongste leden van de communistische jeugdbeweging genoemd werden. Hij schreef onder het pseudoniem Karel Beton, een verwijzing naar de wijk Betondorp, verslagen van de kampen van deze beweging in de rubriek 'Pioniers in het kamp' in De Tribune.
In 1933 ging Van het Reve op advies van het echtpaar Romein naar het gymnasium; de keuze viel op het Vossius Gymnasium omdat ook hun zoon Jan Erik op die school werd gedaan. Zijn klasgenoten waren onder meer David Koker en Lucas van der Land. Hij maakte zijn huiswerk bij Jan Erik thuis in de Zuider Amstellaan (in 1946 hernoemd in Rooseveltlaan) onder leiding van diens moeder Annie. Toch herinnerde hij zich in 1976 dat hij zijn best niet deed en dus 'zes jaar lang de wurgende angst had dat ik een beurt zou krijgen. Ik heb tot nu toe niet begrepen waarom ik mijn huiswerk nooit deed.' Onder zijn onderwijzers waren D.A.M. Binnendijk (Nederlands) en Jacques Presser (geschiedenis).
Tijdens een ziekteperiode (teeninfectie) vertaalde hij op dertienjarige leeftijd De baai van Kara Boegas van Konstantin Paustovski, waarvoor hij dertig gulden kreeg. Twee jaar later, in 1937, vertaalde hij van dezelfde auteur Kolchis: Het land der nieuwe argonauten.
Met enkele klasgenoten maakte hij het schoolblad De Ventilator, waarin 'geleerde stukken' verschenen. Ook was hij redacteur en zelfs even hoofdredacteur van Vulpes de schoolkrant van het Vossius.
In 1937 verhuisde het gezin naar de Jozef Israëlskade 116-I.
In 1939 legde hij zijn eindexamen af: op zijn lijst stonden een 4 voor wiskunde en een 9 voor Duits. Daarna koos hij, samen met zijn vriendin Jozina en Koker, voor een studie sociografie, maar deze studie bleek niets voor hem te zijn. Hij volgde daarop allerlei colleges, van Romein, van de econoom Sam de Wolff, van de filosoof Hendrik Josephus Pos, maar de colleges slavistiek van Bruno Becker maakten de meeste indruk.
Met zijn broer heeft Karel nooit zo'n goede verstandhouding gehad. Gerard Reve noemde Karel vaak 'mijn geleerde broer', later zelfs 'mijn geleerde halfbroer'; Karel vond dat zijn broer "geweldig goed [kan] liegen". In De avonden, Gerards romandebuut, komt Karel van het Reve voor als 'Joop', de broer van de hoofdpersoon. In de jaren tachtig kwam het tot een definitieve breuk tussen de twee.
Karel bezocht het Amsterdamse Vossius Gymnasium, waar hij onder meer geschiedenisles kreeg van Jacques Presser. Tijdens de Tweede Wereldoorlog volgde hij illegaal colleges slavistiek bij Bruno Becker. Hij rondde deze studie na de oorlog regulier af en promoveerde in 1954. In 1957 werd hij hoogleraar Slavische letterkunde in Leiden, een functie die hij tot zijn emeritaat in 1983 vervulde.
Op 11 juni 1945 trouwde Karel van het Reve met Jozina Israël (1920-2013). Uit hun huwelijk werden twee kinderen geboren: Jozina Jannetta (1947) en David (1950). David trouwde met Ileen Montijn; een van hun kinderen is schrijver Jonathan van het Reve, van wie Karel van het Reve dus een grootvader is.
In 1967 en 1968 was Karel van het Reve correspondent voor Het Parool in Moskou. Hij begaf zich in kringen van sovjetdissidenten, waar hij onder anderen Andrej Amalrik, Pavel Litvinov en Andrej Sacharov leerde kennen. Mede dankzij Van het Reve is het werk van Sacharov in het Westen bekend geworden. Van het Reve richtte samen met de historicus Jan Willem Bezemer en de Amerikaanse hoogleraar Peter Reddaway in 1969 te Amsterdam de Alexander Herzenstichting op, die dissidente sovjetliteratuur publiceerde. Deze activiteiten bleven niet onopgemerkt in de Sovjet-communistische pers.
De laatste jaren van zijn leven leed Van het Reve aan de ziekte van Parkinson.

## Wetenschap

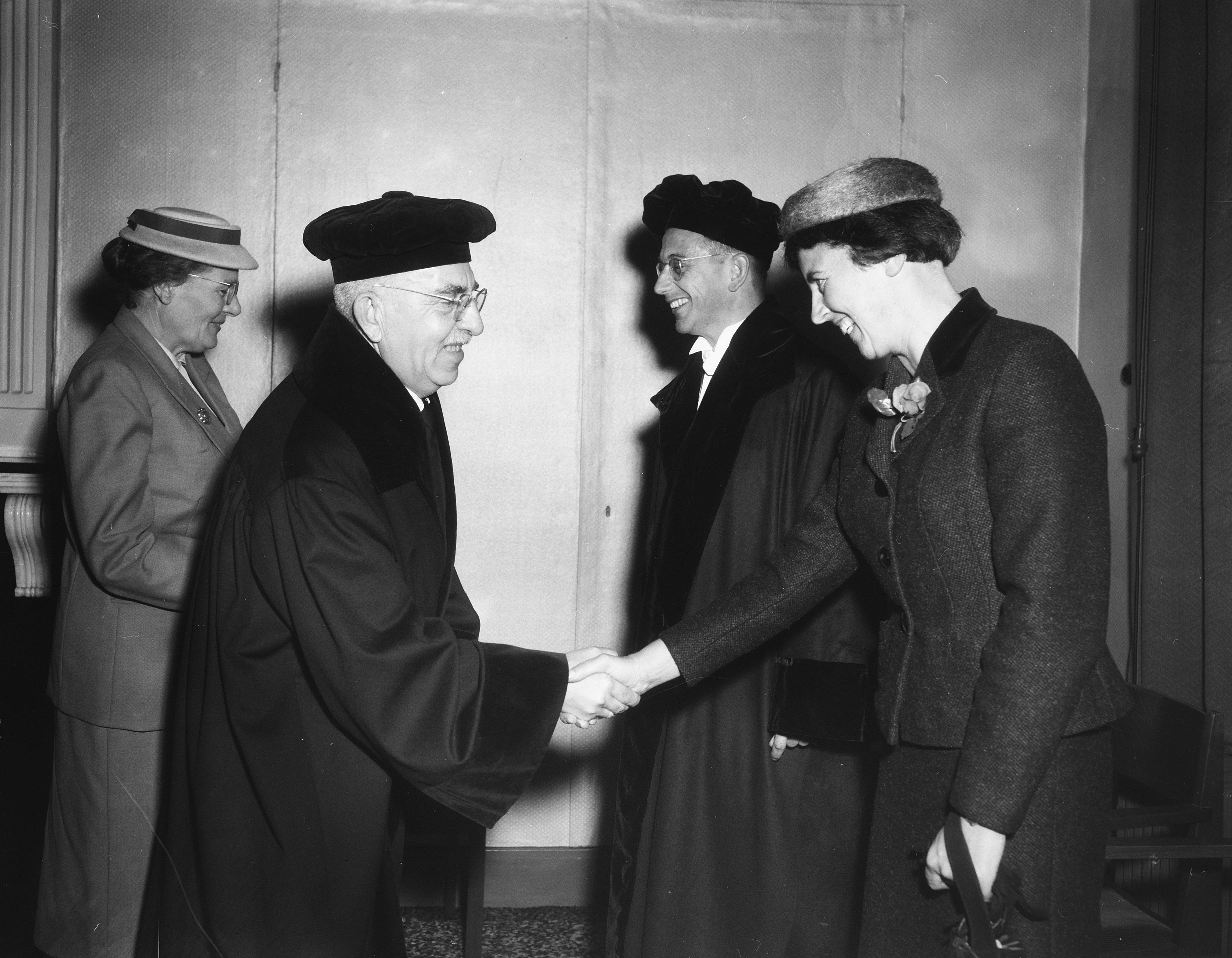
Van het Reve en zijn vrouw bij de benoeming als Leids hoogleraar (1957)

Als hoogleraar in de Slavische letterkunde had hij weinig op met de manier waarop de literatuurwetenschap werd beoefend. Zijn bezwaar was dat deze wetenschap, ondanks moeizame interpretaties en ingewikkelde statistiek, nooit bij machte was om een goede van een slechte versregel of een goede van een slechte roman te onderscheiden. Van het Reve had waardering voor het werk van de Russische formalisten, een groep literatuurwetenschappers die probeerde het verband tussen de formele kenmerken van een literair werk en het effect ervan op de lezer op te sporen. Zijn polemiek met de literatuurwetenschap vond een hoogtepunt in de Huizingalezing van 1978, die de titel Literatuurwetenschap: Het raadsel der onleesbaarheid draagt (en opgenomen is in Een dag uit het leven van de reuzenkoeskoes uit 1979). Zijn collega-hoogleraar in Leiden H.A. Gomperts diende hem van repliek in Grandeur en misère van de literatuurwetenschap (1979).
Van het Reve heeft vooral als inspirerend vertaaldocent verdiensten gehad voor de slavistiek. Samen met zijn studenten heeft hij veel vertaald. Ook zelf heeft hij een groot aantal vertalingen op zijn naam staan. Een groot deel van de huidige generatie literair vertalers Russisch-Nederlands is door hem opgeleid. Tot Van het Reves studenten behoorden ook de schrijvers Maarten Biesheuvel en Maarten 't Hart.
Zijn bekendste vakpublicatie is de in 1985 verschenen Geschiedenis van de Russische literatuur, een verhalende literatuurgeschiedenis die geprezen wordt om de leesbaarheid ervan en bekritiseerd om de anekdotiek.

## Essays
Karel van het Reve dankt zijn bekendheid vooral aan zijn werk als essayist. Zijn essays behoren in veler ogen tot de beste in Nederland. Zijn stijl is helder, nuchter en vaak bedrieglijk naïef. Voor zijn essayistische oeuvre ontving hij in 1981 de P.C. Hooft-prijs.
Van het Reves belangrijkste onderwerp was Rusland, of liever gezegd de Sovjet-Unie en haar systeem. Sinds hij rond 1948 van zijn 'geloof' was gevallen, was hij een actief criticus en tegenstander van het sovjetregime. Als zijn afrekening met het marxisme-leninisme kan de bundel Het geloof der kameraden uit 1969 beschouwd worden. Geïnspireerd door Karl Popper zette Van het Reve zijn stilistische talent in om ideeën en ideologieën te bestrijden die volgens hem modieus waren en niet klopten, bijvoorbeeld die van Marx, Freud en Darwin. Maar Van het Reve kon evengoed schrijven over naaktstrandetiquette (in Luisteraars!).
Zijn artikelen en essays waren vaak controversieel omdat ze schopten tegen heilige huisjes. In dit verband moet vooral het oorspronkelijk in NRC Handelsblad gepubliceerde artikel De ongelooflijke slechtheid van het opperwezen (1985) worden genoemd, waarin hij een frontale aanval op alle geloof en godsdienst onderneemt en waarin vooral het christendom het moet ontgelden. Dit artikel lokte felle reacties uit.

## Columns
- In de jaren zeventig publiceerde Karel van het Reve onder het pseudoniem Henk Broekhuis columns in NRC Handelsblad, waarin hij, geïnspireerd door Flauberts Dictionnaire des idées reçues, gemeenplaatsen op de snijtafel legde; deze werden gebundeld in Uren met Henk Broekhuis (1978).
- Van 1979 tot 1991 had Van het Reve een gesproken column bij de Wereldomroep; een bloemlezing verscheen onder de titel Luisteraars! (1995).
- Tussen 1988 en 1996 schreef Van het Reve 'Achteraf', een tweewekelijkse column in Het Parool; een bloemlezing verscheen onder de titel Achteraf (1999).
- Tussen 1963 en 1989 noteerde Van het Reve invallen, gedachten en anekdotes als 'fragmenten' in Hollands Maandblad. Geselecteerde 'fragmenten' zijn opgenomen als 'slothoofdstuk' in zijn essaybundels. Ze zijn postuum door zijn schoondochter Ileen Montijn compleet gebundeld in Ik heb nooit iets gelezen en alle andere fragmenten, Uitgeverij G.A. Van Oorschot, Amsterdam (2003).

## Erkenning
- Prijs voor politieke journalistiek van het Lucas-Ooms Fonds (1970)[22]
- Dr. Wijnaendts Francken-prijs (1971; bekroond werk: Het geloof der kameraden)
- Martinus Nijhoff Prijs (1979; bekroond werk: zijn vertalingen uit het Russisch, vooral van het werk van Toergenjev)
- P.C. Hooft-prijs (1981; bekroond werk: zijn hele oeuvre van essays)
- Ridder in de Orde van de Nederlandse Leeuw (1991)[23]
- Amsterdam noemde een van haar bruggen in 2017 de Karel van het Revebrug

## Publicaties

### Wetenschappelijk
- Goed en schoon in de Sovjetcritiek. Beschouwingen over de aesthetica van het Sovjetrussische marxisme (1954; proefschrift)
- Sovjet-annexatie der klassieken. Bijdrage tot de geschiedenis der marxistische cultuurbeschouwing (1954; handelseditie proefschrift)
- Geschiedenis van de Russische literatuur. Van Vladimir de Heilige tot Anton Tsjechov (1985)

### Essays
- De "ouderwetse roman" in Rusland. Rede uitgesproken bij de aanvaarding van het ambt van hoogleraar in de Slavische letterkunde aan de Rijksuniversiteit te Leiden op 18 oktober 1957 (1957) (Deze rede is later met kleine wijzigingen opgenomen in Rusland voor beginners.)
- Rusland voor beginners. Tien opstellen over literatuur (1962)
- Siberisch dagboek (1966)
- Kanttekeningen bij Ton Regtien (De Vrije Bladen 4, met tekeningen van F. Behrendt) (1969) (Deze publicatie bevat twee stukken die later zijn opgenomen in Marius wil niet in Joegoslavië wonen.)
- Het geloof der kameraden. Kort overzicht van de communistische wereldbeschouwing (1969)
- Het Leerstuk van de Repressieve Tolerantie (1969) (Kritiek, bijdrage aan het Hollands Maandblad nr. 258)
- Met twee potten pindakaas naar Moskou (1970)
- Marius wil niet in Joegoslavië wonen. En andere stukken over cultuur, recreatie en maatschappelijk werk (1970)
- Lenin heeft echt bestaan (1972)
- Uren met Henk Broekhuis (1978)
- Literatuurwetenschap: het raadsel der onleesbaarheid (Huizingalezing, 1978) (Deze lezing is later opgenomen in Een dag uit het leven van de reuzenkoeskoes.)
- Een dag uit het leven van de reuzenkoeskoes (1979)
- Dankwoord bij de aanvaarding van de P.C. Hooftprijs 1981, uitgesproken in het Muiderslot op 19 mei 1982 (van een kritische kanttekening voorzien door S. Carmiggelt) (1982) (Dit dankwoord is later opgenomen in Freud, Stalin en Dostojevski.)
- Freud, Stalin en Dostojevski (1982)
- Afscheid van Leiden (1984)
- De ongelooflijke slechtheid van het opperwezen (1985)
- De leerboeken en ik. Voordracht, uitgesproken bij de viering van het 150-jarig bestaan van Wolters-Noordhoff in de Oosterpoort te Groningen op 11 oktober 1986 (1986) (Deze voordracht is later opgenomen in De ongelooflijke slechtheid van het opperwezen.)
- Zie ook onder Mozes (1988) (De tekst van een lezing die Karel van het Reve hield op een symposium van de Koninklijke Nederlandse Akademie van Wetenschappen: 'Cultureel analfabetisme'.)
- De ondergang van het morgenland (1990)
- Waarom Russisch leren. Voordracht in het kader van de Alexander Hegiuslezing 1991 (1991)
- Een grote bruine envelop. Een keuze uit eigen werk (1991)
- Luisteraars! (1995)
- Apologie (1996) (Een reactie op het liber amicorum Uren met Karel van het Reve)
- Achteraf (1999)
- Ik heb nooit iets gelezen en alle andere fragmenten (2003)
- Arnon Grunberg leest Karel van het Reve (2004) (bloemlezing)

### Fictie
- Twee minuten stilte (1959)
- Nacht op de kale berg (1961)
- Fascistoïde drek. Een ware geschiedenis (opgedragen aan Maarten Biesheuvel), De Tweede Ronde, zomer 1980

### Poëzie
- Verbaast u dit, nuchtere lezer? Zevenentwintig limericks en een ballade (1991)

### Diversen
- Eenvoudig Russisch Leerboek, naar G. Thier (1946)
- Russisch lees- en themaboek, bevattende teksten ter vertaling in en uit het Russisch voor beginners en gevorderden; verzameld en van aantekeningen voorzien door Karel van het Reve (1947)
- Rusland hoe het was. Een merkwaardige verzameling foto's van 80 jaar Rusland (1852-1932) (1976)
- Voorwoord bij: David Koker, Dagboek geschreven in Vught (1977) (Het kampdagboek is bezorgd door Karel van het Reve. David Koker stierf in 1945. Hij was aankomend dichter en vriend van Karel van het Reve)
- Brieven over Tsjechow. Met liedteksten van Robert Long (2000) (briefwisseling tussen Dimitri Frenkel Frank en Karel van het Reve)
- U mag alles over mij schrijven (2011) Keuze uit verspreide interviews met Karel van het Reve

### Verzameld werk
- Verzameld werk, Amsterdam: G.A. Van Oorschot (2008-2011) (7 delen)

### Publicaties over Karel van het Reve
- Willem Melching: De zelfdenker. Karel van het Reve, 1921-1999. Amsterdam, Prometheus, 2023. ISBN 9789044650389
- Knip dan, toe dan! Karel van het Reve in beeld, Samengesteld door Jozien van Driessen van het Reve en Hella Rottenberg, Amsterdam: Van Oorschot 2011
- Ger Verrips, Denkbeelden uit een dubbelleven. Biografie van Karel van het Reve, Amsterdam: Arbeiderspers 2004
- Theodor Holman, Karel, Zjizn njenoezjnogo tsjeloveka, Amsterdam: C.J. Aarts 1991
- Bruno van Ravels, Karel van het Reve en zijn werk, Bzzlletin, januari 1984, jrg. 12, nr. 112, p. 3-13 (geïll., met uitgebreid notenapparaat)

### Liber Amicorum
- Uren met Karel van het Reve. Liber amicorum (1991) (Vriendenboek ter gelegenheid van de zeventigste verjaardag van Karel van het Reve. Met bijdragen van: Jan Willem Bezemer, J.M.A. Biesheuvel, H. Brandt Corstius, Maarten 't Hart, Rudy Kousbroek, Jean Pierre Rawie, Hans Ree, Annie M.G. Schmidt, Peter van Straaten, Hans van den Bergh, Jan Pen, Han Israëls e.a.)